# Joeropsis sandybrucei
Joeropsis sandybrucei là một loài chân đều trong họ Joeropsididae. Loài này được Bruce miêu tả khoa học năm 2009.